# Unipar Carbocloro
A Unipar Carbocloro é uma empresa química brasileira de capital aberto sediada em São Paulo fabricante de cloro, soda e derivados para usos industriais e presidida por Rodrigo Cannaval, a partir de 2024. Desde 2016, quando comprou a Solvay Indupa, a empresa passou a se chamar apenas Unipar.

## História
Fundada originalmente em 1969 sob a denominação União de Indústrias Petroquímicas S.A., a empresa nasceu como uma holding do setor petroquímico destinada à produção de produtos químicos, poliolefinas e outros derivados de petróleo, tendo sido uma das principais participantes na instalação do Polo petroquímico em torno da Petroquímica União de São Paulo.
Após um processo de consolidação nos anos 1980 e 1990, a companhia passou a se denominar Unipar - União de Indústrias Petroquímicas S/A e partiu para um período de ampliações a partir do início dos anos 2000 com a constituição da Rio Polímeros e aumento de capacidade de Petroquímica União e Polietilenos União.
Em 2008 a companhia consolida as suas participações no Sudeste do Brasil sob a Quattor Participações. Em Janeiro de 2010 a Unipar vendeu suas ações na Quattor à Braskem, controlada em conjunto pela Odebrecht (atual Novonor) e a Petrobras, no que viria a dar origem então a oitava maior petroquímica do mundo. Nesse mesmo acordo foram vendidas as participações na Polibutenos e a Unipar Comercial.
A Unipar manteve o seu investimento em outros negócios em 2013 adquiriu o restante das ações da Carbocloro, empresa da qual detinha 50% das ações até então, da Occidental Petroleum Corporation. O resultado foi a criação da Unipar Carbocloro S/A. Em sua composição acionária atual, a Unipar Carbocloro existe desde maio de 2013 quando ocorreu a aprovação da aquisição pelo Conselho Administrativo de Defesa Econômica (CADE).
Em 2016 foi concluída a aquisição de 87,76% da Solvay Indupa, empresa Argentina do mesmo ramo, o que tornou a Unipar Carbocloro uma das empresas petroquímicas mais importantes no Mercosul
Em 2020 foi constituída joint venture com a AES Brasil para construção do parque eólico na Bahia, primeiro projeto de autoprodução de energia renovável limpa. E no ano de 2021 foi feita nova Joint Venture entre Unipar e Atlas Renewable para construção do Parque de geração de energia solar em Pirapora (MG)  e também uma outra Joint Venture entre Unipar e AES Brasil para uma terceira parceria de autoprodução de energia renovável para construção do complexo eólico Cajuína (RN). 
Em 2022 foi anunciada uma nova planta industrial no polo petroquímico de Camaçari (BA).  A empresa fez um rebranding de sua marca Unipar e constituiu o Instituto Unipar. Frank Geyer Abubakir, controlador da Unipar, promoveu sua sucessão no Conselho de Administração da Unipar.

## Produtos
A Unipar atua no setor de soda, cloro e derivados, além de PVC emulsão e suspensão.
Capacidade instalada de produção
| Produto              | Capacidade instalada  |
| -------------------- | --------------------- |
| Cloro Líquido        | 709 mil toneladas/ano |
| Soda Cáustica        | 799 mil toneladas/ano |
| Dicloroetano EDC     | 540 mil toneladas/ano |
| Ácido clorídrico     | 812 mil toneladas/ano |
| Hipoclorito de Sódio | 472 mil toneladas/ano |

## Outros negócios
A Unipar é pioneira na aquisição de energia renovável no Ambiente de Contratação Livre (ACL). A empresa busca constantemente desenvolver novos projetos e estudos sobre eficiência energética em todas as áreas operacionais, e investiu em projetos de autoprodução. 
Em 2021 a Unipar anunciou, por meio de Joint Ventures, a construção de três projetos de autoprodução de energia elétrica: Dois parques eólicos: Tucano, na Bahia, e Cajuína, no Rio Grande do Norte e um parque solar em Minas Gerais (Pirapora). Juntos, os três empreendimentos têm capacidade instalada de 485 MW de energia elétrica, dos quais 149 MW médios serão para consumo nas plantas da Unipar no Brasil.
A Unipar está construindo uma nova fábrica em Camaçari, na Bahia, com previsão de iniciar as operações no final de 2024.
Em 2023, a companhia anunciou a modernização tecnológica da fábrica de Cubatão. Foram iniciadas obras para substituir a produção via célula de mercúrio e o processo produtivo via diafragma, com a adoção de células de membrana. A conversão tecnológica fará com que a unidade evite a emissão de 70 mil toneladas de CO2 por ano.

## Fábrica Aberta
Fábrica Aberta é um programa permanente de visitas às instalações da fábrica da Unipar Carbocloro, em Cubatão (SP), que fica à disposição dos visitantes  em dias úteis. O Programa também acontece nas fábricas em Santo André (SP) e em Bahia Blanca (Argentina).
Pioneiro no Brasil e no mundo, o programa foi criado em 1985 com o objetivo de ampliar a transparência entre a empresa e a comunidade local. O programa já recebeu vários prêmios ambientais, entre eles o Prêmio Eco.
As visitas, que duram cerca de 2h30, são gratuitas, podem ser feitas a qualquer dia e hora por pessoas com mais de 15 anos e são guiadas por colaboradores aposentados da empresa. A área industrial, onde ocorre a visita, é cercada por uma área verde de 650 mil metros quadrados mantida pela Unipar. Esta área, sete vezes maior que área industrial, abriga viveiros de diversos animais, aquários e vegetação nativa e é considerada pelo IBAMA uma Reserva Particular do Patrimônio Natural.